# حشره‌های دوشیزه
حشره‌های دوشیزه (نام علمی: Nabidae) نام یک تیره از بالاخانواده ساس‌واران است.